# Fender Performer Bass
Fender Performer Bass — бас-гитара, производство которой было начато и прекращено в 1985 году в Японии. Также была выпущена электрогитара этой модели.

## Модель
Fender Performer Bass был уникальной моделью гитары, разработанной Джоном Пейджем. Модель отличалась чрезвычайно тонким грифом. Корпус изготавливался из ольхи, гриф 34" на болтах, накладка из палисандра, 24 лада. Электроника: ручка тона, ручка громкости, переключатель звукоснимателей и TBX (Treble Bass eXpander). Бас выпускался в следующих цветах: Burgundy Mist, Gun Metal Blue, Candy Green, White and Tobacco Sunburst. Все оттенки были выполнены краской металлик, за исключением расцветок санбёрст.

## История
Performer Bass был разработан Джоном Пейджем как элитная версия Jazz Bass. Инструмент производился в Японии в 1985 году, в то время, когда компания Fender не имела производства в США. Вскоре после начала производства, CBS продала Fender своим сотрудникам, и производство Fender Performer Bass было свёрнуто. Ходят слухи, что произведено было несколько сотен, из них некоторая часть была уничтожена из-за спора по поводу авторских прав относительно конструкции грифа. Однако этому нет никаких убедительных доказательств. Поскольку производственные активы не были переданы при перепродаже, побуждая новых собственников заключить контракт на производство инструмента, вполне вероятно, что новые собственники Fender Musical Instruments Corporation решили сосредоточить усилия компании на производстве проверенных временем продуктов.

## Ценность
Несмотря на то, что Fender Performer Bass долгое время игнорировался любителями Fender, в последнее время популярность этой модели и цены на неё резко возросли. В 2010 году цены на эту модель на аукционах Ebay перевалили отметку в 1000$.